# Krzysztof Kopczyński
Krzysztof Andrzej Kopczyński (ur. 21 maja 1959 w Warszawie) – polski reżyser, scenarzysta i producent filmowy, wykładowca akademicki, profesor Uniwersytetu Warszawskiego.

## Życiorys
Pracuje w Zakładzie Retoryki i Mediów Instytutu Polonistyki Stosowanej Uniwersytetu Warszawskiego, od 2020 roku na stanowisku profesora. Jest właścicielem firmy Eureka Media, założonej w 1997. Reżyser dokumentów Kamienna cisza i Dybuk. Rzecz o wędrówce dusz. Opublikował książki i artykuły dotyczące kultury polskiej XIX wieku i współczesnej oraz mediów. Wyprodukował ponad 70 filmów, które były pokazywane w kilkudziesięciu krajach i zdobyły wiele nagród festiwalowych. Członek Europejskiej Akademii Filmowej, Polskiej Akademii Filmowej, European Documentary Network, Stowarzyszenia Filmowców Polskich i Międzynarodowego Stowarzyszenia „Przyszłość Mediów” (w latach 2002–2008 prezes). Certyfikowany coach – członek International Coaching Community. Laureat odznaki „Zasłużony Działacz Kultury” za działalność w niezależnym ruchu wydawniczym (2002). Stypendysta Ministra Kultury i Dziedzictwa Narodowego (2010). Odznaczony Krzyżem Kawalerskim Orderu Odrodzenia Polski (2012).
W 1978 ukończył VI Liceum Ogólnokształcące im. Tadeusza Reytana w Warszawie. W latach 1980–1981 przewodniczący Samorządu Studentów Polonistyki UW i redaktor miesięcznika studentów UW „Głos Wolny Wolność Ubezpieczający”. W 1983 ukończył z wyróżnieniem studia na Wydziale Polonistyki UW. W 1993 obronił doktorat pod kierunkiem Marii Janion. W latach 1984–89 był współpracownikiem i redaktorem podziemnego Wydawnictwa CDN, zaś w 1989 współzałożycielem i wydawcą miesięcznika „Ex Libris”. Od 1992 do 1994 pełnił funkcję dyrektora generalnego Fundacji Pomocy Bibliotekom Polskim. W latach 1995–1996 związany z redakcją czasopisma „Arka”.
W latach 1998–2002 sprawował funkcję radnego w Józefowie. Od roku 2000 do 2006 pełnił rolę eksperta w dziedzinie literatury w teleturnieju „Wielka gra”. W latach 2006–2011 ekspert Polskiego Instytutu Sztuki Filmowej. W latach 2013–2018 był opiekunem Teatru Polonistyki im. Eligiusza Szymanisa, zaś w latach 2015–2018 opiekunem Klubu Filmowego im. Jolanty Słobodzian. W 2017 został laureatem Nagrody im. Beaty Pawlak za 2017 rok na najlepszą publikację na temat innych kultur, religii i cywilizacji  za książkę Dybuk. Opowieść o nieważności  świata (Warszawa 2017, wspólnie z Anną Sajewicz). Również w 2017 uzyskał stopień doktora habilitowanego sztuk filmowych na Wydziale Reżyserii Filmowej i Telewizyjnej Państwowej Wyższej Szkoły Filmowej, Telewizyjnej i Teatralnej im. Leona Schillera w Łodzi. W marcu 2022 powołany w skład Komisji ds. Opracowania Strategii Przeciwdziałania Przemocy Seksualnej na Wydziale Polonistyki UW.

## Filmografia
Lista filmów nakręconych lub wyprodukowanych przez Krzysztofa Kopczyńskiego:
- 2025 – Inga – reżyser, scenariusz, producent, audiodeskrypcja
- 2016 – 303 – koproducent
- 2015 – Dybuk. Rzecz o wędrówce dusz – reżyser, scenariusz, producent, zdjęcia dodatkowe
- 2013 – Wszystko jest możliwe – producent
- 2012 – Osiedle – producent
- 2011 – Ostatnia generacja – producent
- 2010 – Świetlik – producent
- 2010 – Planeta Kirsan – w ROSJA – POLSKA. NOWE SPOJRZENIE II EDYCJA – producent
- 2009 – Las – producent
- 2009 – Ting Ting odkrywa Polskę – reżyseria, scenariusz, producent
- 2009 – Bezrobotni w ROSJA – POLSKA. NOWE SPOJRZENIE – producent
- 2009 – Warszawa do wzięcia – producent
- 2009 – 17 sierpnia – producent
- 2008 – Sztuka milczenia – producent wykonawczy
- 2008 – Długodystansowiec – producent
- 2007–2008 – W stronę Polski – pomysł serii, producent wykonawczy
- 2007 – W stronę świata – producent wykonawczy
- 2007 – Pierwszy dzień, 52 procent w ROSJA – POLSKA. NOWE SPOJRZENIE – producent
- 2007 – Latawce –  producent
- 2007 – Kamienna cisza – reżyseria, scenariusz, producent
- 2007 – Borowiczek – producent
- 2006 – Konstelacje – producent
- 2005 – Bajka, 7 X Moskwa, Moskiewska żona, Zagórz. Przystanek końcowy, O prawdzie, Nasiona, Bielińskiego 6, Mój Kieślowski, Elektryczka, Sacrum w ROSJA – POLSKA. NOWE SPOJRZENIE – producent
- 2005 – Obcey – producent
- 2005 – Cud nad Wisłą – producent
- 2004 – Dzieci z Leningradzkiego – współpraca przy realizacji
- 2004 – Prorok w teatrze – producent
- 2004 – Al. Albertowi Mayslesowi z uznaniem – scenariusz, producent
- 2003 – Warszawa. Spojrzenie ze wschodu – scenariusz, producent wykonawczy
- 2003 – Moja Warszawa – producent wykonawczy
- 2003 – Ja, Gombro – producent wykonawczy
- 2003 – Deyna – producent wykonawczy
- 2002 – Słowa i znaki – producent wykonawczy
- 2000 – Znaki – producent wykonawczy
- 2000 – Zbig – producent
- 2000 – Jasnowidz – producent
- 1999 – Jerzy Grotowski. Próba portretu – producent wykonawczy
- 1999 – Andrzej Seweryn. Aktor – Acteur – producent wykonawczy
- 1999 – 24 dni – producent
- 1997 – Zamień mnie w długiego węża – producent wykonawczy
- 1997 – Portret w przestrzeni. Tadeusz Wybult – scenograf – producent
- 1997 – Ciężar nieważkości – producent wykonawczy
- 1992 – Suplement do filmu ’Kot. Wspomnienie o Konstantym Jeleńskim’ - scenariusz
- 1992 – Kot. Wspomnienie o Konstantym Jeleńskim – współpraca realizatorska, scenariusz

## Publikacje książkowe
Książki autorstwa lub pod redakcją Krzysztofa Kopczyńskiego:
- 2023 – Polski film dokumentalny po 2005 roku. Koncepcje i doświadczenia, Wydawnictwa Uniwersytetu Warszawskiego, Warszawa, ISBN 978-83-235-5829-3; https://doi.org/10.31338/uw.9788323558378
- 2021 – Paradygmat polskiego romantyzmu w uniwersum filmowym, Universitas, Kraków, ISBN 978-83-242-3735-7
- 2016 – Dybuk. Opowieść o nieważności świata, Agora, Warszawa, ISBN 978-83-268-2548-4 (wspólnie z Anną Sajewicz)
- 2003 – Od romantyzmu ku erze nowych mediów; Wydawnictwo Austeria, Kraków, ISBN 83-89129-35-3
- 2002 – Przyszłość Mediów. Almanach. Z. 1: Materiały z konferencji „Czy media publiczne w Europie Środkowo-Wschodniej mają przyszłość/The public media in Central and Eastern Europe. Do they have a future”, Warszawa, ISBN 83-918432-0-3 (redakcja – wspólnie z Dorotą Roszkowską)
- 1994 – Mickiewicz i jego czytelnicy. O recepcji wieszcza w zaborze rosyjskim w latach 1831–1855; Wydawnictwo Semper, Warszawa, ISBN 83-85810-32-3
- 1990 - Język Cypriana Norwida. Materiały z konferencji zorganizowanej przez Pracownię Słownika Języka Norwida w dniach 4–6 listopada 1985 roku, Warszawa, ISBN 83-230-0269-X (redakcja – wspólnie z Jadwigą Puzyniną)
- 1990 – Przed przystankiem Niepodległość. Paryska „Kultura” i kraj w latach 1980–1989, Warszawa, Biblioteka „Więzi”, ISBN 83-85124-48-9
- 1988 – Marek Hłasko, Piękni, dwudziestoletni, Wydawnictwo CDN (opracowanie i wstęp pod pseudonimem Konrad Piwnicki)
- 1985 – Czesław Miłosz, Poszukiwania. Wybór publicystyki rozproszonej, Wydawnictwo CDN (wybór, redakcja i wstęp pod pseudonimem Konrad Piwnicki)

## Nagrody

### Nagrody filmowe[5]
- 2017 – Dybuk. Rzecz o wędrówce dusz Wyróżnienie Dyrektora Festiwalu Filmów Dokumentalnych Kino z Duszą
- 2016 – Dybuk. Rzecz o wędrówce dusz Special Jury Mention for Feature Documentary, Dada Saheb Phalke Film Festival
- 2016 – Dybuk. Rzecz o wędrówce dusz Nominacja do Nagrody za Najlepszą Reżyserię Zagranicznego Filmu Dokumentalnego, Nice International Film Festival South of France
- 2016 – Dybuk. Rzecz o wędrówce dusz Warszawski Feniks – Nagroda Specjalna im. Antoniego Marianowicza dla Najlepszego Filmu Polskiego, Międzynarodowy Festiwal Filmowy „Żydowskie Motywy”
- 2016 – Dybuk. Rzecz o wędrówce dusz Nagroda w konkursie pełnometrażowych filmów dokumentalnych, Near Nazareth Festival
- 2016 – Dybuk. Rzecz o wędrówce dusz Nagroda w kategorii „Konflikt”, Moscow Jewish Film Festival
- 2015 – Dybuk. Rzecz o wędrówce dusz Srebrny Lajkonik dla Reżysera Najlepszego Filmu Dokumentalnego, Krakowski Festiwal Filmowy
- 2015 – Dybuk. Rzecz o wędrówce dusz Rekomendacja Krakowskiego Festiwalu Filmowego do Europejskiej Nagrody Filmowej
- 2015 – Dybuk. Rzecz o wędrówce dusz Nagroda Międzynarodowej Federacji Krytyków Filmowych FIPRESCI, Międzynarodowy Festiwal Filmowy w Odessie
- 2015 – Dybuk. Rzecz o wędrówce dusz Nominacja do Nagrody „Lepziger Ring”, DOK Leipzig
- 2008 – 52 procent w cyklu ROSJA – POLSKA. NOWE SPOJRZENIE Pampeluna (Międzynarodowy Festiwal Filmów Dokumentalnych "Punto de Vista") Nagroda Główna dla najlepszego filmu krótkometrażowego (wspólnie z Rafałem Skalskim)
- 2008 – Kamienna cisza, Neubrandenburg-Szczecin (Europejski Festiwal Filmowy dokumentART) III Nagroda
- 2008 – Kamienna cisza Łódź (Festiwal Filmów o Rodzinie) I Nagroda
- 2008 – Latawce Locarno (Międzynarodowy Festiwal Filmowy) Nagroda Tygodnia Krytyki Filmowej (wspólnie z Beatą Dzianowicz)
- 2008 – Kamienna cisza, Kraków (Krakowski Festiwal Filmowy – Konkurs Krajowy) Dyplom Honorowy
- 2008 – Kamienna cisza  Kijów (Ukrainian Context – Human Rights Documentary Film Days) Nagroda Specjalna Jury
- 2008 – Kamienna cisza Guia de Isora (Międzynarodowy Festiwal Filmów Dokumentalnych „MiradasDoc”) Nagroda za najlepszy debiut reżyserski
- 2008 – Kamienna cisza  Ann Arbor (Festiwal Filmu Polskiego) Nagroda Publiczności
- 2007 – Nagroda (rzeźba Bronisława Chromego) dla najlepszego producenta polskich filmów krótkometrażowych i dokumentalnych na 47. Krakowskim Festiwalu Filmowym
- 2007 – Kamienna cisza  Lipsk (Międzynarodowy Festiwal Filmów Dokumentalnych i Animowanych) Nagroda Jury Ekumenicznego
- 2007 – Kamienna cisza Chicago (Międzynarodowy Festiwal Filmu Dokumentalnego) Nagroda „Sky is the Limit” w kategorii „Work in progress”
- 2006 – Nasiona w cyklu ROSJA – POLSKA. NOWE SPOJRZENIE Laur, Narodowa (Rosyjska) Nagroda Filmowa w kategorii: najlepszy krótkometrażowy film autorski (wspólnie z Wojciechem Kasperskim i Szymonem Lenkowskim)
- 2006 – Nasiona w cyklu ROSJA – POLSKA. NOWE SPOJRZENIE Laur, Narodowa (Rosyjska) Nagroda Filmowa nominacja w kategorii: najlepszy krótkometrażowy niefabularny film telewizyjny (wspólnie z Wojciechem Kasperskim)
- 2006 – Nagroda (rzeźba Bronisława Chromego) dla najlepszego producenta polskich filmów krótkometrażowych i dokumentalnych na 46. Krakowskim Festiwalu Filmowym

### Inne nagrody[5]
- Nagroda im. Wacława Borowego za działalność w studenckim ruchu naukowym (trzykrotnie 1978–1882)
- Honorowe Wyróżnienie „Solidarności” Wydawców za opracowanie wyboru publicystyki rozproszonej Czesława Miłosza „Poszukiwania” (Wydawnictwo CDN, Warszawa 1985) 1985
- Nagrody Rektora Uniwersytetu Warszawskiego (pięciokrotnie 1983–2023)
- Nagroda im. Beaty Pawlak za książkę „Dybuk. Opowieść o nieważności świata” (wspólnie z Anną Sajewicz) 2017

## Odznaczenia
- Krzyż Kawalerski Orderu Odrodzenia Polski (2012)[5]
- Odznaka „Zasłużony Działacz Kultury” (2001)[5]
- Odznaka honorowa „Działacza opozycji antykomunistycznej lub osoby represjonowanej z powodów politycznych” (2018)[5]